# IC 1128

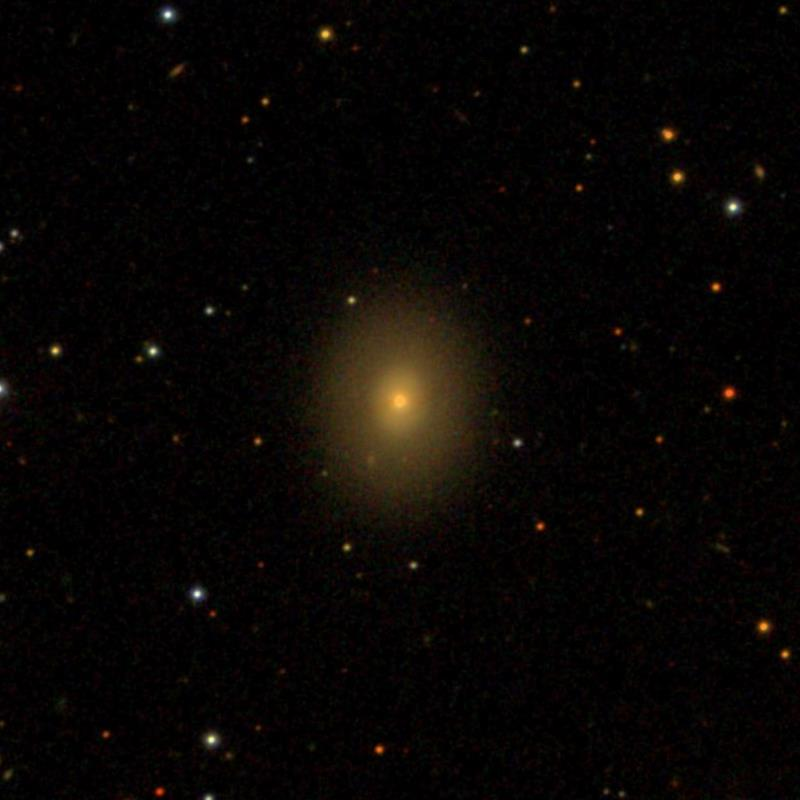
IC 1128

IC 1128 — галактика типу S0 (спіральна галактика) у сузір'ї Змія.
Цей об'єкт міститься в оригінальній редакції індексного каталогу.